# Castillo de la Vidigueira (Beja)
El Castillo de Vidigueira, también conocido como Paço dos Gamas es un castillo en la freguesia de Vidigueira en el municipio de Vidigueira, Distrito de Beja, en la subregión portuguesa del Bajo Alentejo. Aunque fue construido en la primera mitad del siglo XV, se asocia más comúnmente con el primero de los Condes de Vidigueira: Vasco da Gama.

### Historia
El primer donatario de Vidigueira y del castillo fue Mestre Tomé, tesorero de la  Sé Catedral de Braga durante el reinado de Afonso III de Portugal, haciendo la construcción del castillo parte de la estrategia de repoblación del siglo XIII. Mestre Tomé, en algún momento proveedor de la antigua iglesia de la Matriz del asentamiento, levantó y reforzó el castillo como baluarte de la línea de defensa del Guadiana, importante línea entre Portugal y Castilla. Algunas décadas más tarde, a principios del siglo XIV, el rey  D. Dinis recuperó la villa de Vidigueira para la Corona de Portugal. En 1385 el rey  Juan I ofreció Vidigueira a su condestable, Nuno Álvares Pereira. A través del matrimonio de su hija, D.ª Beatriz Pereira Alvim, con D. Afonso, Conde de Barcelos y primer  Duque de Braganza, el castillo y el patio de Vidigueira pasaron a la posesión de la Casa de Braganza, una de las más opulentas del reino.
La torre rectangular fortificada, que aún hoy se puede apreciar, aunque en estado de ruina, data de las posesiones señoriales de Fernando I de Braganza, en la primera mitad del siglo XV. Con la confiscación de las propiedades y posesiones de la Casa de Braganza, en 1483, los bienes fueron recuperados por la Corona de Portugal, hasta su anulación en 1500, por Manuel I de Portugal. El Rey Manuel, en ese momento, firmó un foral para la ciudad de Vidigueira, alrededor de 1512. Pero, poco tiempo pasó, antes de que el mismo monarca concediera a Vasco da Gama, entonces Almirante de la India, el título de primer Conde de Vidigueira, compensando al navegante por sus aventuras.
Una vez más, el castillo dejó de ser posesión de la Casa de Braganza; el 7 de noviembre de 1519, Vasco da Gama firmó un contrato para vender y renunciar a estas posesiones, a favor de la Casa de Braganza. De Évora se transfirió el Palacio de Vidigueira, incluyendo el anexo del palacio y las fortificaciones. De este palacio, que era una estructura importante, no queda nada de esta estructura, excepto la ventana manuelina, traída de la Vila de Frades, posesión de los Condes de Vidigueira de la época.
El 1 de junio de 1992, la estructura fue transferida a la posesión del Instituto Português do Património Arquitectónico (IPPAR) (por el Decreto 106F/92).

### Arquitectura
El castillo está situado en un contexto urbano, aislado en una meseta. Está situado en el lado oeste de la ciudad, dentro del área urbana, con varios edificios/estructuras que lo rodean. Junto a la torre hay una ventana manuelina traída de la Vila de Frades, que se juzgó que era del Palacio de los Condes de Vidigueira.
El castillo, una torre rectangular, es un bloque vertical, con poca ornamentación como los merlones. La torre que queda, conocida como Atalaia das Vidigueiras, es una construcción blanda, construida regularmente y alterada con sucesivas intervenciones. En estado de ruina parcial, no hay cubiertas para proteger lo que queda, ni merlones para coronar los parapetos. Al suroeste se encuentra el comienzo de un muro, hoy transformado en escalera, para el acceso a la estructura. Al sureste, hay una piedra esculpida con el escudo de los Condes de Vidigueira. El escudo incluye un escudo en el centro, con cinco escudos más pequeños colocados en forma de cruz.